# کیلی کاتیر
کیلی کاتیر (به انگلیسی: Killi Kateer) یک روستا در پاکستان است که در ایالت بلوچستان واقع شده‌است.